# ميكلوش فيهير
ميكلوش فيهير (بالمجرية: Fehér Miklós)‏ (بالمجرية: Miklós Fehér) ‏(20 يوليو 1979 - 25 يناير 2004)، لاعب كرة قدم مجري، لعب لأندية جيور ايتو المجري وبورتو وبنفيكا البرتغاليين. لعب 53 مباراة في البرتغال وسجل 26 هدفا، كما مثل المنتخب المجري 22 مباراة سجل 6 أهداف.

## مسيرته الكروية
لعب ميكلوش فيهير خلال مسيرته الاحترافية مع 6 أندية في عشرة مواسم وسجل خلالها 51 هدفًا ضمن 144 مباراة. حيث فاز في موسمين بالكأس وفي موسم واحد بالدوري.
خاض ميكلوش فيهير مسيرته مع نادي غيور تورنا أوزتالي في موسم 1995–96 واستمر معه طيلة ثلاثة مواسم، مشاركًا في 62 مباراة سجل خلالها 23 هدفًا. ثم انتقل إلى نادي بورتو في موسم 1998–99 ولمدة موسمين، حيث شارك في 10 مباريات سجل خلالها هدفًا واحدًا. لينتقل بعدها إلى سالجويروس ‏ في موسم 1999–00 لمدة موسم واحد، مشاركًا في 14 مباراة سجل خلالها 5 أهداف. ثم انتقل إلى نادي سبورتينغ براغا في موسم 2000–01 لمدة موسم واحد، مشاركًا في 26 مباراة سجل خلالها 14 هدفًا. هذا وانتقل لاحقًا إلى FC Porto B ‏ في موسم 2001–02 لمدة موسم واحد، مشاركًا في 3 مباريات سجل خلالها هدفًا واحدًا. ثم انتقل بعدها إلى نادي بنفيكا في موسم 2002–03 ولمدة موسمين، مشاركًا في 29 مباراة سجل خلالها 7 أهداف.

## وفاته
في 25 يناير 2004، سقط ميكلوش فيهير على أرض الملعب مغشياً إثر أزمة قلبية، أثناء مباراة ناديه بنفيكا مع نادي فيتوريا جيماريتش وتم إعلان وفاته في مستشفى قريب من ملعب مدينة جيماريش ونقلت جثته إلى العاصمة المجرية بودابست.

## روابط خارجية
- ميكلوش فيهير على موقع الاتحاد الدولي (مؤرشف)  (الإنجليزية)
- ميكلوش فيهير على موقع الاتحاد الأوربي (الإنجليزية)
- ميكلوش فيهير على موقع قاعدة بيانات كرة القدم.إي يو (الإنجليزية)
- ميكلوش فيهير على موقع ناشيونال فوتبول تيمز (الإنجليزية)
- ميكلوش فيهير على موقع Soccerbase.com (لاعب) (الإنجليزية)
- ميكلوش فيهير على موقع Soccerway.com (الإنجليزية)
- ميكلوش فيهير على موقع عالم كرة القدم.نت (الإنجليزية)